# Joav
Die israelische Polizei (hebräisch מִשְׁטֶרֶת יִשְׂרָאֵל Mischṭeret Jisraʾel) richtete 1996 die Einheit Joʾav (hebräisch יְחִידַת יוֹאָב Jəchīdat Jōʾav) speziell zur Bekämpfung von Terroranschlägen gegen die sogenannten weichen Ziele ein, die regelmäßig von islamischen extremistischen Selbstmordattentätern in Bussen des öffentlichen Nahverkehrs, insbesondere im Norden des Landes, verübt werden.
Die Einsätze erfolgen auf zwei Ebenen. Die Erste erfolgt durch Streifzüge durch die Busse in voller taktischer Ausrüstung, einschließlich schusssicherer Westen und Waffen, wodurch Terroristen vom Eindringen und einem Anschlag abgehalten werden sollen, sowie im Ernstfall eine sofortige taktische Reaktion ermöglichen. Hierzu gehört der Einsatz von Sprengstoffhunden und mobilen Röntgengeräten, die denen auf Flughäfen ähneln, um Sprengstoffe und Waffen zu erkennen. Die Zweite ist der Einsatz von verdeckten Ermittlern der Joʾav-Einheit in Zivil, die in Bussen, an Bushaltestellen und in den umliegenden Straßen in Zivilkleidung und mit verborgenen Handfeuerwaffen erfolgt. Ihre Aufgabe ist es, Terroristen im Vorfeld aufzuspüren. Sie fungieren normalerweise nicht als Begleitschutz in den Bussen. Wie bei anderen Eingriffseinheiten ist es auch der Einheit Joʾav nur bei unmittelbarer Gefahr erlaubt, das Zielobjekt anzugreifen. Andernfalls muss auf die Ankunft der Einheit JAMAM gewartet werden, die dann die Verantwortung für das weitere Vorgehen übernimmt.